# Mamă de rezervă
Mamă de rezervă (titlu original: While the Children Sleep) este un film american de groază de televiziune din 2007 regizat de Russell Mulcahy. Rolurile principale au fost interpretate de actorii Mariana Klaveno, Gail O'Grady și William R. Moses.

## Distribuție
- Mariana Klaveno - Abigail "Abby" Reed/Linda Reynolds
  - Dominique Grund - young Abby/Linda
- Gail O'Grady - Meghan Eastman
- William R. Moses - Carter Eastman
- Tristan Lake Leabu - Maxwell "Max" Eastman
- Madison Davenport - Casey Eastman
- Stacy Haiduk - Shawna Pierson
- Joanne Baron - Melissa "Mel" Olson
- Alan Blumenfeld - Del Olson
- Thomas Curtis - Thomas "Tom" Olson
- Jon Lindstrom - Tate Walker
- Monique Daniels - Laura Berry
- Jill Jaress - Elizabeth Reynolds
- Jordan Moser - Chris